# Son Sann
Son Sann là một chính khách của Campuchia, người thành lập và đứng đầu Đảng Dân chủ Tự do Phật giáo (DLDP), một chính đảng đang hoạt động tại chính trường Campuchia hiện nay
Ông sinh năm 1911 tại Phnôm Pênh, sau khi trưởng thành ông sang Pháp học. Năm 1953, Campuchia dành độc lập từ Pháp, ông đã trở về và giữ chức vụ Thống đốc Ngân hàng Nhà nước của Campuchia từ năm 1954 - 1968 và có một giai đoạn giữ chức Bộ trưởng Tài chính và Kinh tế từ năm 1961 - 1962
Sau khi chế độ Khmer đỏ bị lật đổ, ông đã thành lập Mặt trận Giải phóng Dân tộc Nhân dân Khmer (KPNLF) chằm chống lại chính quyền thân Việt Nam của Heng Samrin. Tiếp đó ông giữ chức thủ tướng trong Chính phủ Liên hiệp Dân chủ Campuchia, một chính phủ lưu vong từ năm 1981 - 1991.
Năm 1991 ông trở về Campuchia, ông đã cho đổi tên KPNLF thành đảng Dân chủ Tự do Phật giáo (DLDP) tham gia vào hoạt động trong chính trường Campuchia